# 주덕기
주덕기(朱德基)는 조선시대의 명창이다.
전남 창평에서 태어났다. 판소리 동편제(東便制)의 순수파이다. 가세가 빈곤하여 풍찬노숙(風餐露宿)으로 전전하며 일가를 이루었다. 송흥록, 모흥갑의 고수로 있다가 산 속으로 들어가 나무를 베어 고사를 지내고 소리를 배웠다 하여 벌목정정(伐木丁丁)이라는 별호가 생겼다. 그를 8명창의 하나로 꼽기도 한다. 적벽가를 잘하였고 그의 더늠은 적벽가 중에서 〈자룡이 활 쏘는 부분〉이다.
그는 동편제 가객(東便制歌客)이지만 그의 동생인 주상환은 서편제 가객(西便制歌客)으로 대조적이다.